# Sultani
O Sultani foi uma moeda de ouro do Império Otomano. Ela foi cunhada pela primeira vez durante o reinado de Maomé II, o Conquistador, após a conquista de Bizâncio. Ela pesa cerca de 3,45 gramas. O Sultani é uma das clássica moeda de ouro do império, sendo também conhecida genericamente como altın ("ouro"). 
Por motivos econômicos e simbólicos tornou-se a única em circulação no império. Com uma única moeda de ouro os otomanos unificavam o império, dos Bálcans ao Magrebe.